# 스파이 게임 (2017년 영화)
《스파이 게임》(Unlocked)는 대한민국에서  2017년 9월 14일에 개봉한 영화이다.

## 줄거리
사상 최악의 바이러스 전쟁, 적은 내부에 있다!
함정에 빠진 순간 반격은 시작된다!
CIA 유럽지부장인 밥 헌터(존 말코비치)는 과격파 테러리스트 단체가 런던에 생화학 바이러스 테러를 준비 중이라는 계획을 입수한다.이에 최강 실력파 요원 앨리스 라신(누미 라파스)을 임무에 투입한다. 그러나 라신은 임무 도중 내부에 스파이가 있다는 사실을 깨닫게 되고 정보를 빼돌린 내부의 적의 정체를 밝히기 위해 고군분투 한다. 그 과정에서 우연히 만난 잭 올커트(올랜도 블룸)와 팀을 이룬 라신은 협력과 의심 사이에서 아슬아슬한 줄타기를 이어간다. 적은 시시각각 그녀 뿐 아니라 주변 사람들에게 위협을 가하고 라신은 예상치 못한 진실에 직면하게 되는데……

## 스테프
- 감독:마이클 앱티드
- 수입:와이즈앤와이드 엔터테인먼트
- 배급:메가박스(주)플러스엠

## 등장인물
- 누미 라파스 : 앨리스 라신 역
- 올랜도 블룸 : 잭 올커트 역
- 토니 콜렛 : 에밀리 놀스 역
- 존 말코비치 : 밥 헌터 역
- 마이클 더글라스 : 에릭 라쉬 역
- 악쉐이 쿠마르 : 살림 역
- 필립 브로디 : 윌슨 역
- 매튜 마쉬 : 서터 역
- 아델라오 아데다요 : 노마 역
- 토신 콜 : 암자드 역
- 브라이언 카스피 : 애드 롬리 역
- 마이클 앱 : 애드 머서 역
- 라파엘로 드그러톨라 : 페인 역
- 제시카 분 : 롬리의 조수 역
- 리 니콜라스 해리스 : 경찰관 492 역
- 마크람 코울리 : 라지드 칼릴 역
- 스튜어트 무어 : 맥피 역
- 아이멘 햄도치 : 라티프 역
- 켄드릭 옹 : 분자 생물 학자 역
- 데이빗 보리스 : CIA 요원 역
- 댄 브래드포드 : 테러리스트 / 운전사 역